# 우전위 (배우)
우전위(오진우, 중국어 간체자: 吴镇宇, 정체자: 吳鎮宇, 병음: Wú Zhèn Yǔ, 영어: Francis Ng Chun Yu, 1961년 12월 21일 ~ )는 홍콩의 배우이다.

## 주요 이력
영국령 홍콩에서 출생하여 지난날 한때 중화인민공화국 광둥성 광저우시 판위 구에서 잠시 유아기를 보낸 적이 있는 그는 1982년 텔레비전 연기주 데뷔 후 1984년 영화배우 데뷔하였다.

## 출연 작품
- 절대쌍교 - 강옥랑 역
- 의천도룡기 - 장취산 역
- 방가황칠휘
- 당백호점추향 - 문징명(사대재자) 역
- 무간도 II: 혼돈의 시대 - 예영효 역
- 워리어스 게이트 - 위자드 역
- 하우스 오브 울브즈
- 사도행자: 특별수사대 - Q 팀장 역
- 쉐드 스킨 파파
- 요령령
- 체인지 오브 갱스터
- 맨 온 더 드래곤
- 드리프팅
- 해관전선 - 곽치창 역

| 연도    | 제목                    | 원제                | 배역 | 비고 |
| ------- | ----------------------- | ------------------- | ---- | ---- |
| 2019    | 가화만사경              | 家和萬事驚          |      |      |
| 2019    | 전형단화                | 轉型團伙            |      |      |
| 2019    | 여가수 살인사건의 전말  | 保持沉默            |      |      |
| 2019    | 사도행자 2: 스파이 전쟁 | 使徒行者2：諜影行動 |      |      |
| 2021    | 총시유애재격리          | 總是有愛在隔離      |      |      |
| 2021    | 金錢帝國：追虎擒龍      |                     |      |      |
| 2021    | 탁수표류                | 濁水漂流            |      |      |
| 2023    |                         | 暗殺風暴            |      |      |
| 보류 중 | 해관전선                | 海關戰線            |      |      |